# Корделио-Харманкьой
Корделио-Харманкьой (на гръцки: Δήμος Κορδελιού – Ευόσμου, Димос Корделиу-Евосму) е дем в област Централна Македония на Република Гърция. Демът обхваща две предградия на град Солун.

## Селища
Дем Корделио-Харманкьой е създаден на 1 януари 2011 година след обединение на две стари административни единици – демите Елевтерио-Корделио и Харманкьой (Евосмос) по закона Каликратис.

### Демова единица Елевтерио-Корделио
Според преброяването от 2001 година дем Елевтерио-Корделио (Δήμος Ελευθερίου-Κορδελιού) има 21 630 жители.
Демът е създаден в 1982 година след обединение на два нови бежански солунски квартала – Нео Елевтерио (Нео Харманкьой) и Нео Корделио.

### Демова единица Харманкьой
Според преброяването от 2001 година дем Харманкьой (Δήμος Ευόσμου) има 52 624 жители и в него влиза само едно-единствено селище – кварталът на Солун Харманкьой (Εύοσμος).